# 다이빙대

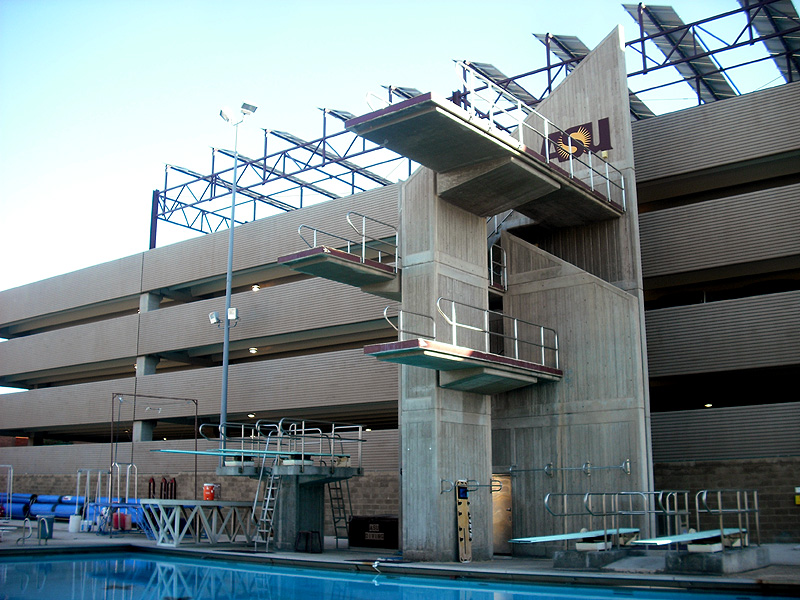
모나 플러머 아쿠아틱 센터에 있는 다이빙대

다이빙대(diving臺)는 다이빙을 하기 위한 일종의 시설이다.

## 같이 보기
- 스프링보드 (다이빙)